# Juno Award/Comedy Album of the Year
Die Juno Award für das Comedy Album of the Year wird für das beste Comedy-Album aus Kanada vergeben. Zwischen 1979 und 1984 wurde der Preis insgesamt vier Mal vergeben, 2017 kündigte die Canadian Academy of Recording Arts and Sciences an, dass sie die Kategorie mit den Juno Awards 2018 wieder einführt.

## Übersicht
| Jahr                               | Sieger                   | Album                       | Nominierungen | Ref.  |
| ---------------------------------- | ------------------------ | --------------------------- | --- | ----- |
| 1979                               | Royal Canadian Air Farce | The Air Farce Comedy Album  | - Alden Diehl – Fight On - Nestor Pistor – Best of Nestor Pistor - Nestor Pistor – Nestor Pistor for Prime Minister - Nancy White – Civil Service Songwriter             | [ 3 ] |
| 1980                               | Rich Little              | A Christmas Carol           | - Al Clouston – Cinderelly - Steve Ivings – Steve's Record - Eric Peterson – Billy Bishop Goes to War - Nestor Pistor – Nestor Pistor                                    | [ 4 ] |
| 1981 nicht vergeben                |                          |                             | |       |
| 1982                               | Bob & Doug McKenzie      | The Great White North       | - Don Harron – Charlie Farquharson's Bible Stories - John Stark – An Evening with Stephen Leacock - Ted Woloshyn – It's Not the Heat...It's the Humility                 | [ 3 ] |
| 1983 nicht vergeben                |                          |                             | |       |
| 1984                               | Bob & Doug McKenzie      | Strange Brew                | - Al Clouston – Laugh to Your Heart's Delight - MacLean & MacLean – Go to Hell - Royal Canadian Air Farce – Air Farce Live                                               | [ 3 ] |
| Zwischen 1985-2018 ruhte der Award |                          |                             | |       |
| 2018                               | Ivan Decker              | I Wanted to Be a Dinosaur   | - Charlie Demers – Fatherland - D.J. Demers – [Indistinct Chatter] - K. Trevor Wilson – Sorry! (A Canadian Album) - Rebecca Kohler – In Living Kohler                    | [ 5 ] |
| 2019                               | Dave Merheje             | Good Friend Bad Grammar     | - Debra DiGiovanni – Lady Jazz - Mayce Galoni – Awkwarder - Chanty Marostica – The Chanty Show - Pat Thornton – Chicken!                                                 | [ 6 ] |
| 2020                               | Sophie Buddle            | Lil Bit of Buddle           | - Jarrett Campbell – Straight White Fail - Adam Christie – General Anxiety Disorder - Monty Scott – The Abyss Stares Back - Steph Tolev – I'm Not Well                   | [ 7 ] |
| 2021                               | Jacob Samuel             | Horse Power                 | - Shirley Gnome – Decoxification - Nick Nemeroff – The Pursuit of Comedy Has Ruined My Life - Derek Seguin – PanDerek (1st Wave!) - Matt Wright – Existing Is Exhausting |       |
| 2022                               | Andrea Jin               | Grandma’s Girl              | - Gavin Stephens – All Inclusive Coma von - Hisham Kelati – Tigre King - Keith Pedro – Trillipino von - Seán Devlin – Airports, Animals                                  |       |
| 2023                               | John Dore                | A Person Who Is Gingerbread | - Zabrina Douglas – Things Black Girls Say: The Album - Courtney Gilmour – Let Me Hold Your Baby - Jackie Pirico – Splash Pad - Matt Wright – Here Live, Not a Cat       |       |
| 2024                               | Kyle Brownrigg           | A Lylebility                | - Graham Clark – Never Was - Laurie Elliott – Sexiest Fish in the Lake - Mae Martin – SAP - Derek Seguin – Life of Leisure                                               |       |
| 2025                               | Debra DiGiovanni         | Honourable Intentions       | - Ivan Decker – Popcorn - Courtney Gilmour – Wonder Woman - Nathan Macintosh – Down with Tech - Jess Salomon – Sad Witch                                                 |       |